# Compostos organometàl·lics del grup 2
Els elements del grup 2 són coneguts per formar compostos organometàl·lics. D'aquests, els compostos d'organomagnesi, generalment en forma de reactius de Grignard, són àmpliament utilitzats en la química orgànica, mentre que els altres compostos organometàl·lics d'aquest grup són en bona part d'interès acadèmic.

## Característiques
En molts aspectes, la química dels elements del grup 2 (els metalls alcalins) imita els elements del grup 12 perquè tots dos grups han omplert els orbitals s per a electrons de valència. D'aquesta manera, tots dos grups tenen valència nominal 2 i estat d'oxidació +2. Tots els elements del grup 2 són electropositius cap al carboni i l'electronegativitat disminueix a la fila. Al mateix temps, el radi atòmic augmenta resultant un caràcter iònic cada vegada més gran, un nombre de coordinació més gran i una major reactivitat dels lligands.
Molts dialquil dels metalls del grup 2 són polimèrics en la fase cristal·lina i s'assemblen al trimetilalumini (TMA / Al₂Me₆) en un enllaç de tres centres i dos electrons (3c–2e). En la fase de gas torna a ser monòmer.
Els metal·locens d'aquest grup són inusuals. El bis(ciclopentadienil) de beril·li o beril·locè (Cp₂Be) amb un moment dipolar molecular de 2.2 D descarta un metal·locè clàssic amb dos lligands d'hapticitat 5. En lloc d'això, el compost és un sandvitx anomenat ⁵η/¹η i, a més, també fluxional fins a -125 ° C. Tot i que el magnesocè (Cp₂Mg) és un metal·locè regular, el bis(pentametilciclopentadienil) de calci (Cp*)₂Ca està realment inclinat amb un angle de 147 °. Aquest angle augmenta baixant la fila.
També es coneixen els organometalls de baixa valència d'un estat formal d'oxidació 1 amb un enllaç metàl·lic. Un representant és LMg-MgL amb L = [(Ar)NC(NPri₂)N(Ar)]−.

## Síntesi
Tres formes importants de síntesi de compostos dialquil i diaril de metalls del grup 2 són: 
- per metàtesi:

MX₂ + R-Y → MR₂ + Y-X'
- per transmetal·lació:

M'R₂ + M → MR₂ + M'
- per manipulació de l'equilibri de Schlenk d'organometals d'halurs:

2 RMX → MR₂ + MX₂
Vegeu, per exemple, la formació de dimetilmagnesi ((CH₃)₂Mg).

## Compostos

### Organoberil·li(enllaç C-Be)
La química de l'organoberil·li es limita a la recerca acadèmica a causa del cost i la toxicitat del beril·li, dels derivats de beril·li, i dels reactius necessaris per a la introducció del beril·li, com el clorur de beril·li (BeCl₂). Els compostos organometàl·lics del beril·li són coneguts per ser molt reactius. Exemples de compostos d'organoberil·li coneguts són: dineopentilberil·li, beril·locè (Cp₂Be), dialilberil·li (per reacció de canvi de dietilberil·li amb trialilbor), bis(1,3-trimetilsililalil)berili, i Be(mes)₂. Els lligands també poden ser arils i alquins.

### Organomagnesi(enllaç C-Mg)
Els compostos d'organomagnesi estan àmpliament difosos. Generalment es troben com reactius de Grignard. La formació d'halurs d'alquil o aril de magnesi (RMgX) a partir de metalls de magnesi i un halur d'alquil s'atribueix a un procés SET. Exemples de reactius de Grignard són el bromur de fenilmagnesi (PMB / C₆H₅MgBr) i el bromur d'etilmagnesi (EtMgBr / C₂H₅MgBr).
Els reactius d'organomagensi rellevants fora de l'abast dels reactius de Grignard són l'antracè de magnesi amb magnesi (formant un pont de 1,4 sobre l'hexàgon central utilitzat com a font de magnesi), i l'altament actiu butadièmagnesi (un adducte amb butadiè i una font per al dianió de butadiè).

### Organocalci(enllaç C-Ca)
En aquest grup, el calci és poc tòxic i barat, però els compostos d'organocalci són difícils de fer. Això és encara més pel que fa als membres restants, l'estronci i el bari, i per al cas del radi, no hi ha res conegut. Un dels usos d'aquest tipus de compostos és la deposició química de vapor.
Un conegut compost d'organocalci és el (Cp)calci (I) (bis(al·lil)calci / (C₃H₅)₂Ca), descrit el 2009. Es forma en una reacció de metàtesi de l'allilpotassi (C₃H₅K) i iodur de calci (CaI₂) com un pols blanquinós estable no pirofòric :
{\displaystyle \overbrace {\ce {2KC3H5}} ^{\text{allylpotassium}}+\overbrace {\ce {CaI2}} ^{\text{calcium iodide}}{\ce {->[THF][25^{\circ }\mathrm {C} ](C3H5)2Ca{}+2KI}}}
El mode d'enllaç és η3. Aquest compost també s'ha informat que dona accés a un compost η¹ polimèric (CaCH₂CHCH₂)n.
El compost [(thf)₃Ca{μ-C₆H₃-1,3,5-Ph₃}Ca(thf)₃] també descrit el 2009 és un compost sandvitx invers amb dos àtoms de calci a cada costat d'un arè.
S'ha demostrat que les olefines unides als lligands de ciclopentadienil es coordinen amb el calci (II), l'estronci (II) i el bari (II):
Els compostos d'organocalci són investigats com a catalitzadors.

### Organoestronci(enllaç C-Sr)
Els compostos d'organoestronci s'han informat com a intermedis en reaccions de tipus Barbier.

### Organobari(enllaç C-Ba)
Són coneguts els compostos d'organobari del tipus (al·lil)BaCl i es poden preparar per reacció del bari activat (reducció pel mètode Rieke d'iodur de bari (BaI₂) amb bifenilida de liti) amb al·lils d'halurs a -78 °C. La reacció posterior d'aquests compostos d'alilbari amb compostos carbonílics és més alfa-selectiva i més estereoselectiva que els Grignards o els compostos organocàlcics relacionats. També s'ha informat sobre el metal·locè (Cp*)₂Ba.

### Organoradi(enllaç C-Ra)
L'únic compost d'organoradi conegut és un acetilur en estat gasós. S'utilitza en la deposició química de vapor.